# アブー・マフディー・アル＝ムハンディス
アブー・マフディー・アル＝ムハンディス (アラビア語: أبو مهدي المهندس、「技師アブー・マフディー」「エンジニア・アブー・マフディー」の意、1954年7月1日 – 2020年1月3日)は、イラク人の政治家、軍司令官の通称。

## 概要
本名はジャマール・ジャアファル・ムハンマド・アリー・アール＝イブラーヒーム (アラビア語: جمال جعفر محمد علي آل إبراهيم, Jamāl Jaʿfar Muḥammad ʿAlī Āl Ibrāhīm)。通称のアブー・マフディーは「マフディーの父」という意味のクンヤ、アル＝ムハンディスは彼がバスラの鉄鋼会社でシビルエンジニア（技術者）として勤務した経歴を持つことからつけられた敬称・称号だとも、組織における各作戦の責任者であったことからつけられたものだとも言われている。
死亡時にはイラクのシーア派武装組織である人民動員隊 (الحشد الشعبي, al-Ḥashd al-Shaʿbī, アル＝ハシュド・アッ＝シャアビー、英語略称：PMU)の副長を務めていた。彼が監督していた軍事組織は、イラン・イスラム共和国のゴドス軍と密接な関係があったことが報告されていた。ヒズブッラー旅団（カターイブ・ヒズブッラー）の司令官でもあり、かつてはイランのイスラム革命防衛隊と共にイラクのサッダーム・フセイン政権と戦った経験もある。
1980年代にはクウェートでテロリズムに関与した疑いがもたれていた。2007年には、1983年クウェート爆破事件に関与した罪で、クウェートの法廷での欠席裁判で死刑判決を受けていた。アル＝ムハンディスはアメリカ合衆国からもテロリストに指定されていた。
2020年1月3日、バグダード国際空港でアメリカ軍の無人機攻撃を受け、イスラム革命防衛隊司令官ガーセム・ソレイマーニー少将と共に爆殺された（バグダード国際空港攻撃事件）。

## 前半生
ジャマール・ジャアファル・アール＝イブラーヒームは、1954年7月1日、イラク・バスラ県のアブー・アル＝ハスィーブ地区に生まれた。父はイラク人、母はイラン人だった。技師としての教育を受け、これを終えた1977年にシーア派でバアス党政権に反対するイスラーム・ダアワ党に入った。

## 軍歴
1979年、ダアワ党の活動がサッダーム・フセイン政権により禁止されると、ジャマールはイラン国境を越えてアフヴァーズに逃れた。ここには、イランがサッダーム政権転覆を狙ってイラクの反体制派の訓練を行う軍キャンプが置かれていた。
1983年、ジャマールはイスラム革命防衛隊とともに、イラン・イラク戦争でサッダーム政権を支援する国の駐クウェート大使館を攻撃する活動を始めた。同年12月、アメリカとフランスの駐クウェート大使館が爆破される事件（1983年クウェート大使館爆破事件）が起きたわずか数時間後に、ジャマールはイランへ逃れている。後にジャマールは、この事件を計画した罪で、クウェートでの欠席裁判で死刑判決を受けている。
その後、ジャマールはイランに居を定め、イラン人女性と結婚し、イラン市民となった。 後に彼はゴドス軍の顧問に就任し、彼の故郷のバスラに拠点を置くイラク軍への対策について助言した。
2003年にアメリカがイラクに侵攻した際、彼はイラクに帰国し、サッダーム政権崩壊後の新政権初代首相イブラーヒーム・アル＝ジャアファリーの警備顧問となった。2005年、彼はダアワ党からバービル県で国民議会選挙に出馬し、当選した。しかし2006年もしくは2007年、アメリカ当局が彼の素性と1983年のテロ事件への関与に感づき、当時のイラク首相ヌーリー・マーリキーに通報したため、ジャマールは再びイランへ逃れた。
2011年12月にアメリカ軍がイラクから撤収すると、彼は再びイラクに帰還し、カタイブ・ヒズボラの司令官と人民動員隊の副長に就任した。
2019年12月31日、アメリカ国務長官マイク・ポンペオは、アブー・マフディー・アル＝ムハンディスを、Qais Khazali、Hadi al-Amiri、Falih Alfayyadhと共に、アメリカ大使館襲撃事件の責任者として名指しし非難した。

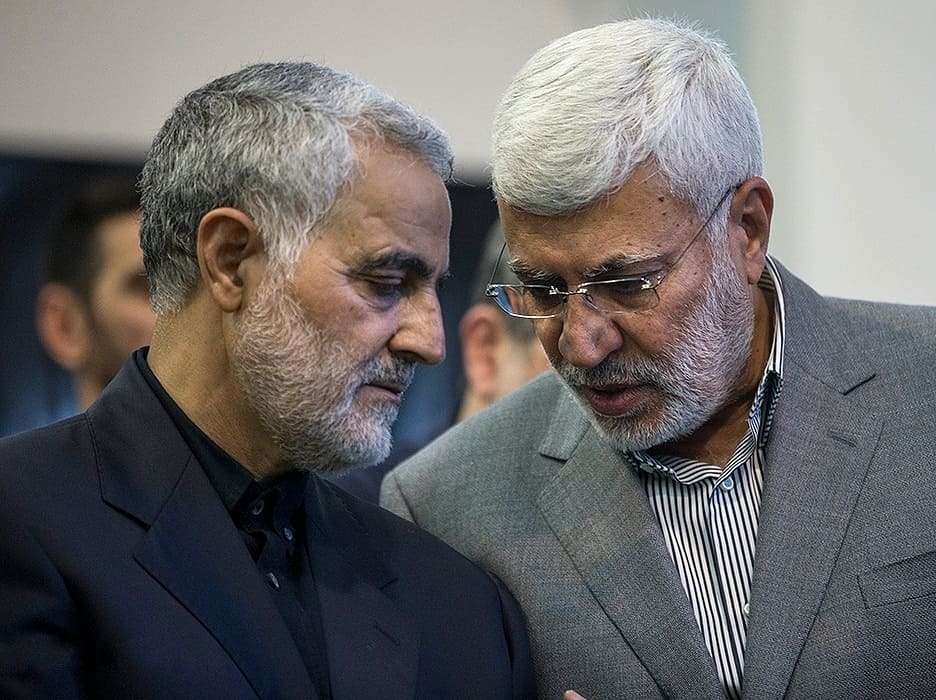
ガーセム・ソレイマーニー (左)とアブー・マフディー・ムハンディス(右)。2017年、テヘランで行われたソレイマーニーの父親の記念式典にて。

2020年1月3日、ムハンディスはガーセム・ソレイマーニーと共に、バグダード国際空港付近でアメリカ軍の攻撃を受け殺害された。

## 死去
アブー・マフディー・アル＝ムハンディスは、現地時間2020年1月3日午前1時 (1月2日22:00 UTC)ごろ、バグダード国際空港近くでガーセム・ソレイマーニーを狙ったアメリカ軍ドローンのミサイル攻撃を受け、殺害された。65歳没。

### 葬礼
1月4日、アブー・マフディー・アル＝ムハンディスとソレイマーニーの葬式がバグダードで執り行われた。数千人が参列し、イラク国旗とヒズブッラー旅団（كتائب حزب الله, 転写：Katāʾib Ḥizb Allāh, カターイブ・ヒズブッラー、一般的英字表記：Kata'ib Hezbollah、公式サイトバナー内英字表記：Kataib Hizbollah）の旗を振り、「アメリカに死を、イスラエルに死を」と叫んだ。行列はカーズィミーヤ・モスクから延び、葬式にはイラク首相アーディル・アブドゥルマフディーや、イランの支援を受ける武装組織の司令官たちも参列した。2人の遺体はシーア派の聖地ナジャフとカルバラーに移され、葬礼が行われた。その後、ムハンディスの遺体はDNA検査を受けるためイランに移送された。